# Adoretus abdolrezagharibi
Adoretus abdolrezagharibi är en skalbaggsart som beskrevs av Rudolph Petrovitz 1980. Adoretus abdolrezagharibi ingår i släktet Adoretus och familjen Rutelidae. Inga underarter finns listade i Catalogue of Life.